# Мир у Јам-Запољском
Мир у Јам-Запољском (рус. Ям-Запольский) склопљен је 15. јануара 1582. године између Пољско-литванске уније и Руског царства. Овим миром завршен је рат између Русије и Стефана Баторија који је предузео неуспешан поход на Москву. 
Русија се одрекла Ливоније и Полацка, а за узврат је повратила територије које је Стефан Батори освојио у походу. Стефан Батори је прекинуо опсаду Пскова и напустио град Великије Луки. Мир је склопљен на десет година, али је 1600. године продужен на још двадесет година, за време владавине Бориса Годунова. Мир између Пољске и Русије је прекинут Пољским нападом на Москву 1605. године.